# Puerta de Sevilla (Marchena)
La Puerta de Sevilla, también llamada Arco de la Rosa, es una puerta monumental situada en el casco urbano de la localidad sevillana de Marchena, España. Cuenta con la protección de la Declaración genérica del Decreto de 22 de abril de 1949, y la Ley 16/1985 sobre el Patrimonio Histórico Español.

## Descripción
De las puertas conservadas en el recinto amurallado de Marchena, la denominada Arco de la Rosa, es uno de los emblemas que mejor manifiesta la imagen de la ciudad. Se encuentra flanqueada por dos esbeltas torres cuadrangulares de mampostería y sillares esquinados, coronado con almenas orientales. En el centro presenta arco de herradura enjarjado sin apuntar en marcado con alfiz y dovelas de cantería. En su parte alta se abre una estancia abovedada con algunas marcas de canteros y saeteras al exterior, que da acceso a una plataforma superior almenada. A dicha estancia se accede por estrechos arcos de sillería desde los adarves de la muralla, uno de ellos de traza mixtilínea. Al exterior presenta escudos de piedra en relieve, uno de mayor tamaño sobre la clave del arco de entrada con las enseñas de los Colonna y de los Ponce de León, duques de Arcos, con lazos de tradición mudéjar; y el otro, del mismo momento, situado en la torre que flanquea al exterior, consistente en tres plumas cruzadas. De interés también son las gárgolas de piedra con un clavo o punta de diamante.

## Historia
Esta puerta y su conjunto pertenecen a una reconstrucción de 1430, según consta por una bula otorgada por Martín V para favorecer dicha obra. En general, esta puerta se considera producto del programa de reformas efectuadas a raíz de la susodicha bula y podría ser que el acceso original tardoalmohade no estaría ubicado en ese punto, sino próximo, aunque algo más adentrado hacia el barrio de San Juan.